# Stefan Lehmann
Stefan Lehmann (13 de noviembre de 1951 en Caputh), es un arqueólogo alemán. 

## Biografía
Stefan Lehmann estudió arqueología clásica, historia antigua e historia del arte y la cultura en la Universidad Humboldt de Berlín y en la Universidad de Bonn. En 1985 se graduó con una maestría y recibió su doctorado en 1987 de Nikolaus Himmelmann en Bonn con una tesis sobre los relieves mitológicos de la era imperial. Fue curador de la exposición Retratos antiguos de Yugoslavia en el Museo de Prehistoria e Historia Temprana de Frankfurt am Main y colaborador en el Museo de Arte Académico de Bonn. También trabajó en las universidades de Heidelberg, Londres (1991/1992) investigador honorario, Departamento de Historia, University College London) y Erlangen. Desde 1994 ha estado activo en la excavación alemana en Olimpia, donde primero retomó los hallazgos arqueológicos y hallazgos sobre las estatuas de los olímpicos y luego se ocupó de la historia del santuario en la antigüedad imperial y tardía. Desde 2002, Lehmann ha estado investigando junto con el antiguo historiador Andreas Gutsfeld de la Universidad de Nancy como parte de un proyecto de investigación Olympia en la Antigüedad tardía. Entre 2002 y 2007 trabajó en Münster para la empresa de investigación Christian State, financiada por la DFG y los santuarios "panhelénicos". Sobre el cambio de los lugares de culto paganos a finales de la antigua Grecia. En 2016 fue nombrado "Miembro asociado del Centro de Investigación para la Historia y las Culturas de la Antigüedad y la Cultura (HISCANT-MA) à l'Université de Lorraine". 
Lehmann habilitó una exposición en la Universidad de Halle en 1999-2000 con el tema de las estatuas de los ganadores en Olympia. Se le otorgó la calificación y la autorización para enseñar en el campo de la arqueología clásica. En 2009 fue nombrado profesor asociado de arqueología clásica. Además de sus actividades de enseñanza, Lehmann ha sido director del Museo Arqueológico de la Universidad Martin Luther Halle-Wittenberg desde 2007, sucediendo a Manfred Oppermann. En su responsabilidad o responsabilidad conjunta, el museo mostró varias exposiciones, incluida la Antigüedad de Oskar Kokoschka: una visión europea de la modernidad (2010, junto con Katja Schneider ), The Wrong Augustus. Un cuestionable retrato de bronce del primer emperador romano (2014), la Klytia favorita de Goethe: metamorfosis del busto de una mujer (2016), el descubrimiento de la pintura antigua en el siglo XVIII. Siglo: Turnbull - Paderni - Winckelmann (2017) e ideales. Arte moderno desde la antigüedad de Winckelmann (2018, junto con Olaf Peters y Elisa Tamaschke). En la conferencia de las colecciones universitarias de investigación y enseñanza en 2013, los responsables de coleccionar en la Universidad de Halle presentaron la primera publicación exhaustiva de las colecciones y museos universitarios bajo su liderazgo. 
Lehmann trabajó como investigador visitante en el University College y el Instituto Warburg de Londres (1991-92), en el Seminario Arqueológico de la Universidad de Münster (2000-2002), en el Instituto de Estudios Religiosos de la Universidad de Bremen (2002), en el Instituto Winckelmann de la Universidad Humboldt. Berlín (2005), en la Fundación Weimar Classic and Art Collections (2005), en la Biblioteca Herzog August en Wolfenbüttel (2008) y en los Museos Estatales de Berlín (2011). En 2004 fue profesor en el Instituto Arqueológico de la Universidad Westphalian Wilhelms en Münster. Dirigió la cátedra vacante de arqueología clásica en la Universidad Martin Luther Halle-Wittenberg de 2010 a 2012 y la representó en 2014 y 2016. Se retiró en agosto de 2018. 
Las principales áreas de investigación en el trabajo de Lehmann son el lenguaje visual de la escultura griega y romana, el arte y la historia cultural del deporte antiguo y su vida futura, la historia religiosa antigua, la topografía de culto de los antiguos santuarios con un enfoque en la antigüedad imperial y tardía, y la recepción de la antigüedad y la historia de la ciencia.
Fuera del campo, Lehmann se hizo conocido como crítico de una exposición de la Sociedad Winckelmann en Stendal, de la que había sido miembro desde 1974. Allí se mostró un busto de bronce de Alejandro Magno, propiedad del anticuario Robin Symes. Según el organizador de la exposición, Max Kunze, el retrato debe ser un original antiguo y renovar el conocimiento del retrato del gobernante de Macedonia. Lehmann negó la autenticidad y asignó el retrato de bronce al taller de falsificación del "maestro español". Debido a la naturaleza de las acusaciones hechas en este contexto, Lehmann entró en conflicto con partes de la Sociedad Winckelmann, el 12 de diciembre de 2009 en la junta general de la sociedad. Esto fue seguido por una disputa legal entre Max Kunze y la Sociedad Winckelmann en el lado demandante y Stefan Lehmann como el acusado. En 2012, Lehmann hizo una declaración pública de honor por escrito, en la que lamentaba los ataques contra Kunze y la Sociedad Winckelmann, que fueron percibidos como perjudiciales. El 8 de marzo de 2012, el Tribunal Regional Superior de Naumburg finalmente confirmó la condena de Stefan Lehmann de abstenerse de las acusaciones contra Max Kunze y la Sociedad Winckelmann. Sin embargo, el busto es una falsificación moderna y un objeto del comercio ilegal de antigüedades.
Una exposición organizada por Lehmann en Halle en 2014: “El Augusto equivocado. Un cuestionable retrato en bronce del primer emperador romano ”que incluye un taller, cuyos resultados se publicaron en 2015 bajo el título Autenticidad y originalidad de los antiguos retratos en bronce, profundizaron el problema de la falsificación de antiguos retratos en bronce y ofrecieron soluciones ejemplares. Esta publicación también se notó de inmediato en el mundo profesional internacional y, como pueden mostrar las revisiones, se discutió de manera viva y científica. Hasta ahora, no ha habido sugerencias científicamente justificadas para corregir el sospechoso "Alexander Stendal", que no se aplica por igual a otras obras de bronce incluidas como sospechosas en el catálogo.

## Obras
- Magníficos relieves mitológicos (= estudios sobre el arte de la antigüedad y su más allá. cinta   1) Weiss, Bamberg 1996, ISBN 3-928591-80-0 (= disertación Universidad de Bonn 1988).
- Alejandro Magno, una vez en Stendal. Original - copia - falso? (= Catálogos y escritos del Museo Arqueológico de la Universidad Martin Luther. Volumen 2). Halle (Saale) 2009, ISBN 978-3-941171-29-9 .
- Ayer. ¡Hoy! ¿Mañana? El Museo Arqueológico de la Universidad Martin Luther en Halle en busca de su lugar entre la tradición y la modernidad. (= Catálogos y escritos del Museo Arqueológico de la Universidad Martin Luther. Volumen 5). Hall 2013, ISBN 978-3-941171-83-1 .
- La Klytia favorita de Goethe: metamorfosis del busto de una mujer (= catálogos y escritos del Museo Arqueológico de la Universidad Martin Luther. Volumen 6). Hall 2016, ISBN 978-3-95741-046-7 .

- con Michael Wiemers : Andreas Puchta, La Iglesia Evangélica Alemana en Roma. Planificación, construcción de historia, equipamiento (= estudios sobre el arte de la antigüedad y su vida futura. Volumen 2). Weiss, Bamberg 1997, ISBN 3-928591-81-9 .
- con Andreas E. Furtwängler : Catálogos y escritos del Museo Arqueológico de la Universidad Martin Luther. Halle an der Saale 2008ff.
- con Ralph Einicke u.   a.: Publicación conmemorativa de Andreas E. Furtwängler. Volver al tema (= escritos del Centro de Arqueología e Historia Cultural de la región del Mar Negro. cinta   dieciséis). 2.º   Volúmenes Beier & Beran, Langenweißbach 2009, ISBN 978-3-941171-16-9 .
- con Katja Schneider : la antigüedad de Oskar Kokoschka. Una visión europea de la modernidad. Catálogo de la Fundación Moritzburg Halle. Hirmer, Munich 2010, ISBN 978-3-7774-2581-8 .
- con Andreas Gutsfeld : El agon gimnástico en la antigüedad tardía. Computus Druck, Gutenberg 2013, ISBN 978-3-940598-18-9 .
- Colecciones académicas y museos de la Universidad Martin Luther Halle-Wittenberg. Universidad Martin Luther, Hall 2013, ISBN 978-3-86829-597-9 .
- con Hans-Werner Fischer-Elfert : Aegyptiaca y Papyri de la Colección Julius Kurth. Museo Arqueológico de la Universidad Martin Luther Halle-Wittenberg, catálogo de inventario volumen 1. Dresde 2014, ISBN 978-3-95498-134-2 .
- Autenticidad y originalidad de los antiguos retratos de bronce: un retrato forjado de Augusto, sus requisitos previos y sus alrededores / Un retrato forjado de Augusto, sus requisitos previos y sus alrededores. Contribuciones de la discusión del taller científico en el Museo Arqueológico de la Universidad Martin Luther Halle-Wittenberg 2014. Sandstein, Dresden 2015, ISBN 978-3-95498-183-0 .
- con Michael Ruprecht: Las colecciones académicas y museos de la Universidad Martin Luther Halle-Wittenberg. Sandstone Communication, Dresden 2017, ISBN 978-3-95498-306-3 .